# تل قلعه شهر آشوب
تل قلعه شهر آشوب مربوط به دوران پیش از تاریخ ایران باستان است و در شهرستان اقلید، بخش حسن‌آباد، روستای شهر آشوب واقع شده و این اثر در تاریخ ۱۲ بهمن ۱۳۸۱ با شمارهٔ ثبت ۷۳۳۰ به‌عنوان یکی از آثار ملی ایران به ثبت رسیده‌است.